# 小尤納奇基
49°50′21″N 26°56′0″E / 49.83917°N 26.93333°E
小尤納奇基（烏克蘭語：Малі Юначки）是位於烏克蘭西部的村莊，由赫梅利尼茨基州裡赫梅利尼茨基區的安東尼尼市鎮負責管轄。該村面積1.32平方公里，海拔高度291米，2001年人口266，人口密度每平方公里201.7人。